# Solbiate
Solbiate (Sulbiaa in dialetto comasco, AFI: /sulˈbjaː/) è la sede del comune di Solbiate con Cagno in provincia di Como in Lombardia.

## Origini del nome
Una ipotesi è che il toponimo Solbiate derivi da un nome di persona Salvius o Sulvius. Nonostante tra il XIX e il XX secolo persino i documenti comunali recassero la scritta "Solbiate Comasco", il nome corretto del comune è semplicemente Solbiate. L'aggettivo fu aggiunto evidentemente per distinguere il Comune da quelli di Solbiate Arno e Solbiate Olona, ma non fu mai riconosciuto ufficialmente. Nel 1936, la prefettura di Como ordinò al comune di fare scomparire da carte e timbri la "arbitraria ed erronea modificazione".

## Storia

### Medioevo
Il nome di Solbiate compare in documenti dell'XI e del XII secolo, nei quali si fa riferimento al loco et fundo Solbiate e a Solbiate iusta Binnacum.
Fece parte del Contado del Seprio e dalla fine del XIV secolo all'inizio del XIX secolo appartenne al Ducato di Milano tramite la pieve di Uggiate.
Negli annessi agli Statuti di Como del 1335 il comune risulta essere inserito tra i comuni incaricati della manutenzione del tratto della strada cosiddetta de Cardevio che andava a platea que est ad domos quondam Alberti Zanforgi fino al Sassum de Cardevio.

### Età moderna
Durante le dispute tra papa Giulio II e Luigi XII di Francia, Solbiate subì un saccheggio da parte dei soldati svizzeri in transito.
Sempre inserito nella pieve uggiatese del Ducato di Milano, nel 1751 il territorio solbiatese risulta comprendere il soppresso comune di Concagno e i cassinaggi di "Cassina al Ronco", Paradiso e Gorina.
La comunità di Solbiate con Concagno seguì le sorti del Ducato sino all'invasione napoleonica, durante la quale un decreto datato 1807 sancì l'aggregazione del comune a Olgiate. La decisione fu tuttavia cancellata dalla Restaurazione e dalla conseguente creazione del Regno Lombardo-Veneto da parte degli austro-ungarici.

### Età contemporanea
Nel 1809 il comune di Solbiate fu aggregato al comune di Olgiate Comasco. Riacquistò la sua autonomia nel 1816.
Alle votazioni politiche del 1919 il partito socialista ottenne a Solbiate un successo nettissimo, raccogliendo il 70,1% dei voti. Nel 1920 l'affermazione socialista si ripeté anche alle comunali, portando all'elezione di un sindaco socialista, Emilio Broggi. Con la conquista del potere da parte del fascismo, l'amministrazione socialista fu oggetto di attacchi che portarono alle dimissioni nel maggio del 1923.
Il 10 giugno 2018 venne approvata tramite un referendum popolare la proposta di fusione di Solbiate con il limitrofo comune di Cagno, creando il nuovo comune di Solbiate con Cagno.

### Parrocchia
Nella seconda metà del XVI si discusse se il beneficio di Sant'Alessandro fosse un beneficio parrocchiale o, invece, sine cura. Dal 1583, anno in cui la parrocchia fu assegnata a Pompeo Somazzi, comunque, il fatto che si trattasse di una parrocchia non fu più messo in discussione, anche se neppure in quella occasione era stato mostrato un atto di fondazione.

### Simboli
Lo stemma comunale era stato concesso con decreto del presidente della Repubblica del 2 marzo 2007.
La fascia d'argento rappresenta la Strada Varesina che corre per tutta la lunghezza del paese dividendolo in due; il sole fa riferimento alla radice della parola che connota il nome del paese, sol-biate; le spighe simboleggiano la produzione agricola mentre il bue rappresenta l'allevamento; la pianura verde allude alla fertilità del territorio.
Uno stemma quasi uguale, nel quale però il bue era pezzato e legato a un carro rosso, era stato adottato nel 1950 dal consiglio comunale, ma non aveva ottenuto il riconoscimento dell'Ufficio araldico. Il comune aveva comunque deciso di utilizzarlo pur se mancante dell'approvazione ufficiale.
Il gonfalone era un drappo di bianco.

## Monumenti e luoghi d'interesse

### Architetture religiose

#### Chiesa parrocchiale di Sant'Alessandro
Una chiesa di Sant'Alessandro è nominata già in un documento del 1273.

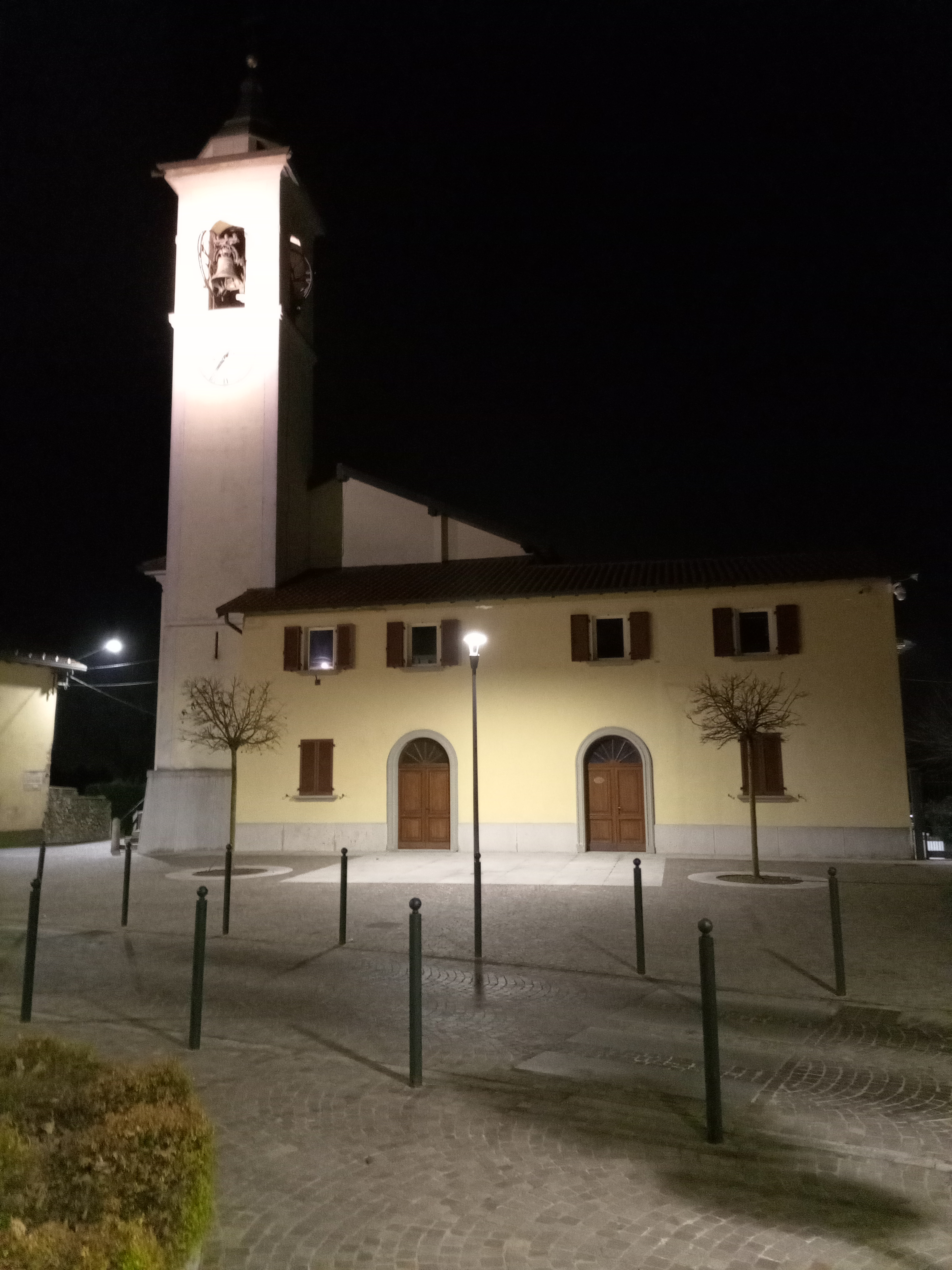
Chiesa di Sant'Alessandro

Maggiori notizie si hanno, però, solo dalla fine del Cinquecento. Da alcuni documenti sembra che una nuova chiesa fu costruita agli inizi del Seicento. Nel XVII secolo, precisamente tra il 1671 e il 1685, furono svolti lavori rilevanti, che portarono tra l'altro ad aggiungere due cappelle alle tre già esistenti. Un'altra ampia ristrutturazione fu eseguita alla metà dell'Ottocento. Nel 1862 la chiesa fu ridipinta dai Poretti di Vedano Olona. In seguito fu completato il pronao e aggiunta la cappella del battistero, affrescata da Luigi Tagliaferri. Tra il 1925 e il 1926 si intervenne nuovamente affidando gli affreschi al ticinese Carlo Coquio e gli stucchi ai fratelli Luigi e Carlo Bianchi, pure loro ticinesi.

##### Organo a canne
Sulla cantoria in cornu Evangelii si trova un organo a canne a trasmissione meccanica costruito da Francesco Nasoni di Varese nel 1912, restaurato recentemente dall'organaro Colzani di Villa Guardia.
Lo strumento ha una tastiera di 58 note e una pedaliera piana parallela di 27 note.

#### Chiesa di San Quirico
La chiesetta di san Quirico fu costruita agli inizi del Settecento in una località si andava in processione perché vi erano stati sepolti i morti ai tempi della peste del 1630. Nella chiesa fu posta una statua della Madonna Addolorata verso la quale c'era una forte devozione, tanto che nella seconda metà del Settecento la chiesa è spesso indicata nei documenti come chiese dalla Madonna Addolorata. La statua fu restaurata nel 1871 e poi nel 1911.
La chiesa fu oggetto di restauri nel 1905 e, più ampiamente, nel 1951-1952.

#### Chiesetta di Santa Lucia
La chiesetta di Santa Lucia era di proprietà della famiglia Gorini. È indicata nella mappa del catasto teresiano (1721) e citata in alcune visite pastorali.

## Società

### Evoluzione demografica

#### Demografia pre-unitaria
- 1751: 410 abitanti[5]
- 1799: 400 abitanti[6]
- 1805: 399 abitanti[6]
- 1809: 531 abitanti (prima dell'annessione a Olgiate)[6]
- 1853: 781 abitanti[7]

#### Demografia post-unitaria
Abitanti censiti

## Infrastrutture e trasporti

### Ferrovie
Dal 1885 al 1966 era in funzione la Ferrovia Como-Varese delle Ferrovie Nord Milano, a scartamento ordinario e ad Solbiate aveva la sua stazione ferroviaria insieme al comune di Albiolo. Nel 1948 la ferrovia venne elettrificata e nel 1966 venne soppressa definitivamente e abbandonandola completamente. Con la chiusura di questa linea si è perso di incrementare il trasporto passeggeri, ma soprattutto un collegamento diretto con Como, Varese e Laveno.

## Amministrazione
| Periodo        | Periodo          | Primo cittadino    | Partito                      | Carica  | Note        |
| -------------- | ---------------- | ------------------ | ---------------------------- | ------- | ----------- |
| 12 maggio 1985 | 23 aprile 1995   | Giulio Colombo     | Democrazia Cristiana         | Sindaco | Due mandati |
| 23 aprile 1995 | 13 giugno 2004   | Giampiero Capiaghi | lista civica                 | Sindaco | Due mandati |
| 13 giugno 2004 | 25 maggio 2014   | Giulio Colombo     | lista civica                 | Sindaco | Due mandati |
| 25 maggio 2014 | 31 dicembre 2018 | Federico Broggi    | lista civica Progetto Comune | Sindaco | [ 14 ]      |